# Леписостиди
Леписостидите (Lepisosteidae) са семейство актиноптери от разред Lepisosteiformes.
Таксонът е описан за пръв път от Жорж Кювие през 1825 година.

## Родове
- Atractosteus
- Lepisosteus